# Floorball Köniz
Floorball Köniz är en innebandyklubb i Köniz i Schweiz. Klubben bildades 1998 och har spelat i Swiss Mobiliar League sedan 2000. De har aldrig vunnit ligan men blivit cupmästare två gånger.
Svenskarna David Blomberg och Daniel Calebsson har tidigare spelat i klubben. I mars 2011 skrev Fredrik Djurling på för Köniz.